# UTC±00:00
| Južni poletni/severni standardni čas Morska območja | Severni poletni/južni standardni čas Standardni čas vse leto |

UTC±00:00 je identifikator za časovni pas, kjer velja univerzalni koordinirani čas (brez zamika), osnova za civilno merjenje časa na Zemlji. Ker gre za eno od izpeljank greenwiškega srednjega časa (GMT), ki je bil določen v Greenwichu, Velika Britanija, se v grobem prekriva s časovnim pasom GMT±0 in je ekvivalent zahodnoevropskega časa.
Ta čas se uporablja na naslednjih ozemljih (stanje leta 2016):

## Kot standardni čas (vse leto)

### Severna Amerika
- Grenlandija
  - vremenska postaja Danmarkshavn z okolico na severovzhodu otoka

### Evropa
- Islandija

### Afrika
- Burkina Faso
- Gambija
- Gana
- Gvineja
- Gvineja Bissau
- Liberija
- Mali
- Mavretanija
- Sao Tome in Principe
- Senegal
- Sierra Leone
- Slonokoščena obala
- Togo
- Zahodna Sahara
- Združeno kraljestvo:
  - Sveta Helena, Ascension in Tristan da Cunha

## Kot standardni čas (samo pozimi na severni polobli)

### Evropa
| vijolična   | Zahodnoevropski čas - WET (UTC±0) Zahodnoevropski poletni čas - WEST (UTC+1) |
| temno modra | Zahodnoevropski čas - WET (UTC±0)                                            |
| rdeča       | Srednjeevropski čas - CET (UTC+1) Srednjeevropski poletni čas - CEST (UTC+2) |
| bež         | Vzhodnoevropski čas - EET (UTC+2) Vzhodnoevropski poletni čas - EEST (UTC+3) |
| rumena      | Kaliningrajski čas - KT (UTC+2)                                              |
| zelena      | Moskovski čas - FET/MT (UTC+3)                                               |

- Ferski otoki
- Irska
- Portugalska (razen Azorov)
- Španija:
  - Kanarski otoki
- Združeno kraljestvo:
  - Alderney
  - Guernsey
  - Herm
  - Isle of Man
  - Jersey
  - Sark
  - Severna Irska
  - Velika Britanija

## Kot poletni čas (severna polobla)

### Severna Amerika
- vzhodna Grenlandija – naselje Ittoqqortoormiit in okoliška ozemlja

### Evropa
- Portugalska:
  - Azori